# ميغالوكوريون (سيرري)
ميغالوكوريون (Μεγαλοχώριον) هي قرية في الأراضي المنخفضة في محافظة سيرس على ارتفاع 35 مترًا. تقع في شمال غرب حواف بحيرة كيركيني بالقرب من النقطة التي يتدفق فيها نهر ستروما إلى البحيرة. تبعد 43 كم شمال غرب مدينة سيرس وعلى بعد 20 كم من غرب-شمال غرب سيديروكاسترو. كان الاسم القديم للقرية حتى عام 1927 هو بويوك محل، وتم تغيير اسم القرية إلى ميغالوخوري. وفقًا للخطة كاليكراتيس، تنتمي القرية إلى بلدية بيتريتسي التابعة لبلدية سينتيكي ويبلغ عدد سكانها 658 نسمة وفقًا لإحصاء 2011.